# Korbsee

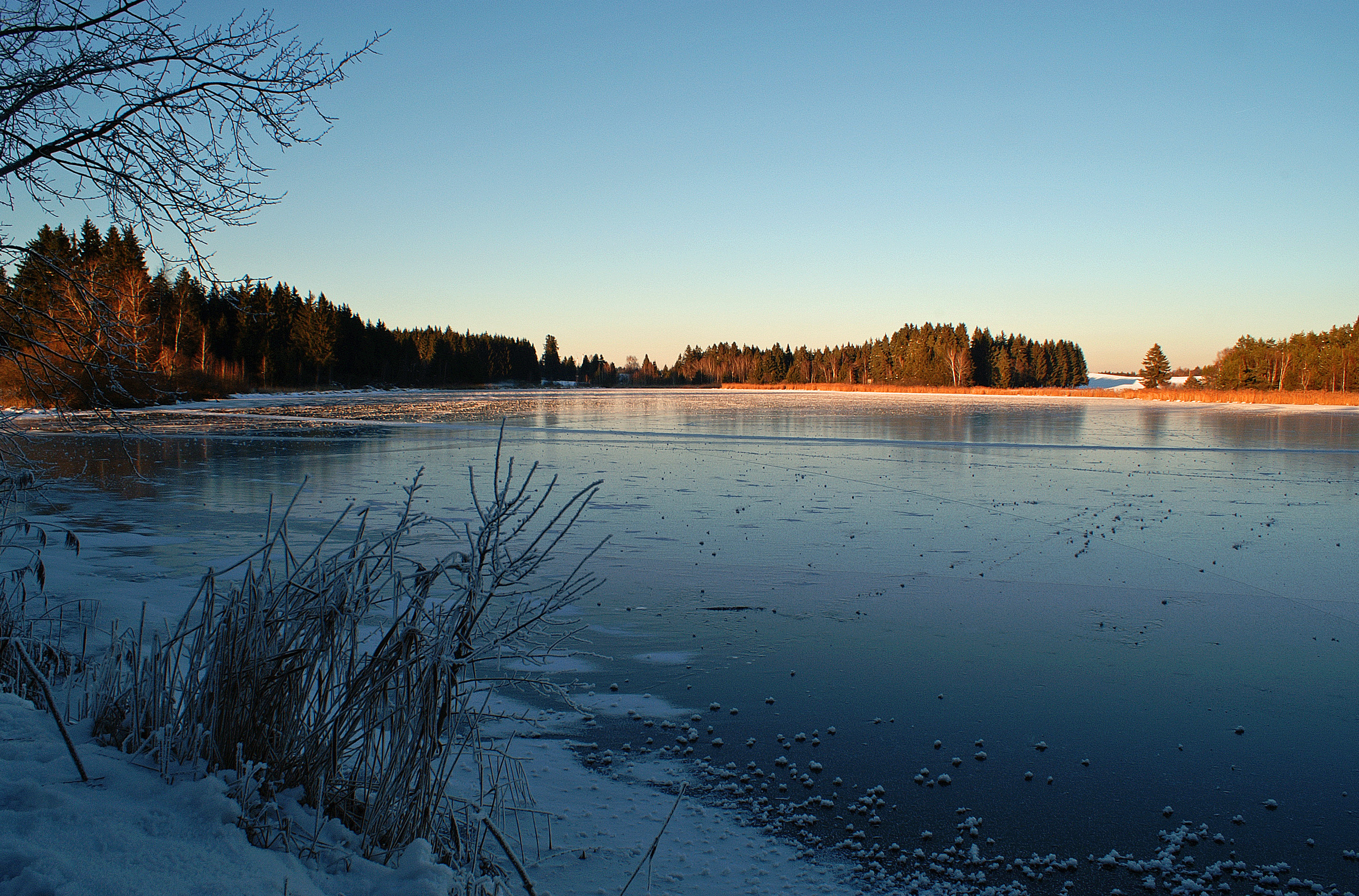
Korbsee

Korbsee ist ein Ortsteil der Gemeinde Bidingen im schwäbischen Ostallgäu.

## Geographie
Die Einöde Korbsee liegt in der Gemarkung Bernbach.
Der Ort liegt an den seit Juni 2016 unter Naturschutz stehenden Mooren Dachssee-Korbsee und dem Weiher Korbsee an der Bundesstraße 472 zwischen Marktoberdorf und Schongau.
Es existieren mehrere Rad- und Wanderwege, darunter der „Sagenhafte Weg“ am Ort Korbsee vorbei, die Bidingen, Bernbach, Ob, Biessenhofen und Ebenhofen verbinden. Der Weiher Korbsee liegt auf der Gemarkung Bertoldshofen/Stadt Marktoberdorf und ist in ein paar Minuten zu Fuß vom Parkplatz an der B 472 leicht zu erreichen. Land- und forstwirtschaftliche Nutzung ist vorherrschend.